# Rákosi Jenő
Mindszenti Rákosi Jenő (született Kremsner Jenő) (Acsád, 1842. november 12. – Budapest, 1929. február 8.) magyar író, újságíró, színházigazgató, lapszerkesztő, főrendiházi tag, a Magyar Tudományos Akadémia tiszteleti, a Kisfaludy Társaság rendes és a Petőfi Társaság tiszteletbeli tagja.
Rákosi Béla orvos öccse, Rákosi Viktor és Rákosi Szidi bátyja.

## Élete
Sváb családban, Kremsner János és Vogel Anna fiaként született. Apja Ukkon és a Dabronchoz tartozó Ötvöspusztán gazdatiszt, és volt egy kisebb földbirtoka is. Családi nevét 1867-ben gyermekeivel együtt változtatta Rákosira. Az 1850-es évek elején a család Türjén is lakott (lakóházukat a Dunántúli Közművelődési Egyesület 1942-ben táblával jelölte meg). A király 1896. október 10-én nemességet és a „mindszenti” armalista nemesi előnevet adományozta neki.
Rákosi Jenő iskoláit Sárváron kezdte és hat gimnáziumi osztályt végzett Kőszegen, majd Sopronban a szent Benedek-rendiek gimnáziumában. Szerencséjére a költői hajlamú ifjúnak, Lóskay Jeromos, Hollósy Flórián és még egy pár jeles tanár pártfogása mellett mint IV. osztályú fiúnak, sikerült a soproni római katolikus gimnáziumban a megindult politikai mozgalmak nyomása alatt magyar önképző társulatot alakítania, mely kezdetben ugyan német nyelvű volt, 1859-től azonban teljesen magyarrá lett. Itt főleg novellákat, de később színdarabokat is írt. Az önképzőkör alapításában rajta kívül nagy része volt Hérics (Tóth) János tanulótársának, aki később királyi ítélőtáblai tanácselnök (bíró) lett. Egy alkalommal, gimnazista korában, szüleivel Grazba ment, ahol elvitték a színházba is; egy Birchpfeifer-féle német darab annyira megnyerte tetszését, hogy azt minden áron ő maga is elő akarta otthon adatni. Hozzá is látott a darabnak hallás után való lefordításához, és a szükséges dekorációkat is elkészítette az erdőből hozott ágakkal.
Mivel édesapja időközben különféle csapások miatt elszegényedett, hogy a kilenc élő gyermekkel megáldott szülők terhén könnyítsen és kenyerét maga megkeresse, iskolai pályáját abbahagyta, és Somogyba ment, ahol 1860 őszétől 1862 tavaszáig Lengyeltótiban, Zichy János gróf birtokán, Perlaky József tiszttartó gyermekeinek korrepetitora és egyszersmind gazdasági gyakornok volt. Az írói pálya iránti hajlama itt kezdett legelőször megnyilvánulni, folytonosan tanult és írt, szintén apróbb színdarabokat. A pusztán ugyanis gyakran szoktak egyes színműveket előadni, ám ezeknél a szereposztás nehézségekbe ütközött; ha valamelyik gyakornok véletlenül szerelmes volt a kasznár vagy ispán leányába, csak azt a szerepet akarta elvállalni, amelyben együtt játszhat vele; e nehézségeket Rákosi úgy hárította el, hogy ő maga írt színdarabokat a megrendelt szerepekre.
Zichy János gróf nem egyszer lepte meg tanulmányozás és írogatás közben a fasorok árnyékában, amikor a szántóvetők után kellett volna járnia, s amikor őt egy ízben újra így találta, megmondta, hogy neki tudós gazdatisztre nincs szüksége. Rákosi elbúcsúzott tehát az eke szarvától. Még e méltán lehangoló nyilatkozat után sem mondott le a gazdasági pályáról és még abban az évben (1862) Jankovich József birtokára, Öreglakra (Somogy megye) ment írnoknak. Itt mintegy 13 hónapot töltött, azonban 1863 júniusában végképp megvált a gazdasági pályától, és Pestre ment, ahol Hérics János barátja erélyes közbelépésére elhatározta tanulmányainak folytatását. Sok küzdelem után sikerült a helytartótanácstól engedélyt kapnia, hogy egy év alatt a hiányzó VII. és VIII. osztályt elvégezve a soproni bencéseknél érettségi vizsgát tehessen. Az 1863–64. iskolai évre rendkívüli hallgatónak iratkozott be az egyetem jogi karára, ahol azt el is végezte. Egyszersmind folytatta költői tanulmányait és munkálkodását (főleg az angol irodalom iránt érzett vonzalmát és Shakespeare-t tanulmányozta), és nehéz anyagi viszonyok közt, ügyvédeknél gyakornokoskodva tartotta fenn magát. 

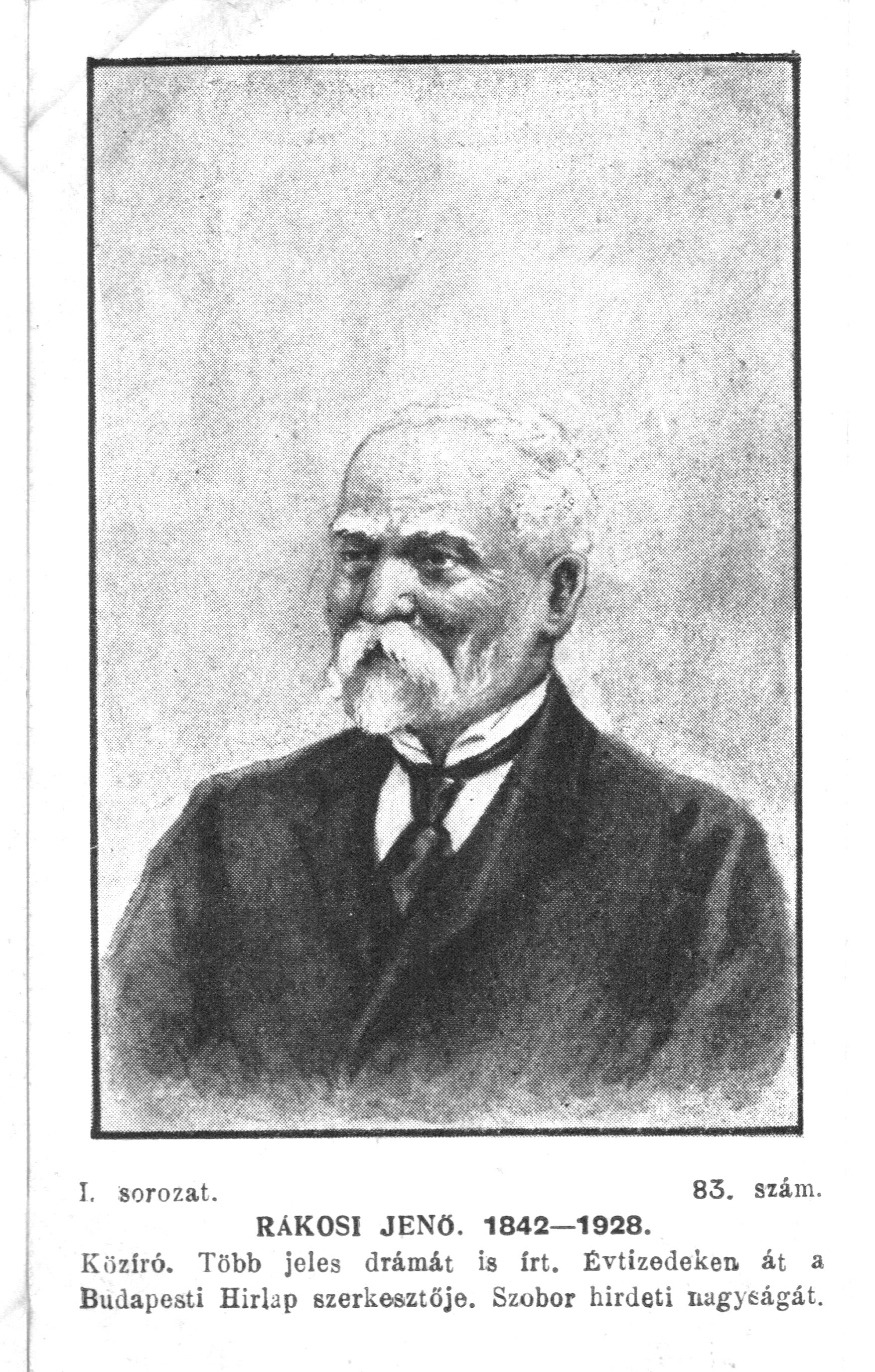
Portréja az arcképsorozat egyik lapján

1864 első felében írta meg V. László című drámáját, második felében az Aesopust; 1866. október 14-én került először színre ez a romantikus dráma a Nemzeti Színházban (Győrött egy nappal előbb mutatták be) és határozott sikert aratott. A fiatal író mint a magyar dráma úttörője tűnt fel, és csakhamar szoros barátságba került az irodalom és közélet nevezetes személyiségeivel.
1867 márciusában a Pesti Napló kötelékébe lépett, amely akkor a Deák-párt orgánuma volt. Kemény Zsigmond báró hívta a laphoz munkatársául, aki Rákosi Régi dal régi dicsőségéről című darabjának bírálója volt az Akadémiánál, nem annyira azért, hogy foglalkoztassa, mint inkább, hogy színművek írására anyagi gondoktól független helyzetet nyújtson neki. Igy lett Rákosi újságíró. A Pesti Naplóban a „Bécsi dolgok" című rovatot vette át, Salamon Ferenc helyére kerülve. E rovat ismertető és polemikus cikkeiben végigharcolta a kiegyezést, és élénk tollával, aktuális stílusával igen népszerűvé tette a rábízott rovatot. Pár hónap múlva, külön tiszteletdíjjal, már vezércikkeket is íratott vele Kemény. Emellett nagy része volt a Borsszem Jankó megalapításában (1868. január 5.), ahol magyar–deák makaróni versei egy időben nagyon kapósak voltak. Bár így igen tevékeny hírlapíró lett, a szépirodalomhoz se lett hűtlen. Foglalkozott Shakespeare-fordítással is és a Magyar Shakespeare-ben négy fordítás jelent meg tőle a Kisfaludy Társaság kiadásában, a Felsült szerelmesek, az A windsori víg asszonyok, az Ahogy tetszik és a Cymbeline.
1869-ben a Kisfaludy Társaság is tagjai közé választotta, székét Szép Ilonka c. drámai költeményének egy felvonásával foglalta el.
Mivel 1869 végén a Pesti Napló és a Századunk közt megtörtént a fúzió, Rákosi kilépett a szerkesztőségből, és Ráth Mór meghívására december 15-én megalapította a Reformot és szerkesztette 1875. június 16-ig független Deák-párti irányban, lapja köré csoportosítva a fiatal tehetséges tárcaírókat: Márkus Istvánt, Toldy Istvánt stb. A Deák-párt megszűntével a lap is megszűnt, Urváry beleolvasztotta a Pesti Naplóba. Rákosi a Pesti Naplónál maradt tárcaírónak, politikával azonban nem foglalkozott.
Drámaírói pályája a Csiky Gergelyé előtt (később párhuzamban) ezalatt folyton emelkedőben volt. Akkoriban készült a Népszínház, és Rákosi a létrejötte érdekében igen sokat tett; az eszmét terjesztette és a népgyűléstől a végső stádiumig szolgálta; gyűjtője, vezetője, jegyzője volt a bizottságnak és minthogy kvalifikált színigazgató nem akadt, őt kérték fel igazgatóul. Ő vállalkozott és a pályázati hirdetés mellőzésével, 1875-ben átvette az intézetet 10 000 forint évi bérrel. Nagyszabású társulatot szervezett és a népszínműveket, operetteket és látványosságokat kultiválván, megteremtette közönségét és jövőjét is. A német színházat jobb előadás és azon szerződés által gyengítette meg, melyet a párizsi Société des auteurs et compositeurs társulattal kötött, miszerint minden Párizsban sikeres darab előadási jogát Budapestre nézve biztosította a Népszínháznak. 1881-ig állt a színház élén és ezalatt nemcsak igazgató, hanem rendező, fordító, átdolgozó is volt.
1881-ben történt a Pesti Hírlap meghasonlása, amikor Csukássy József többekkel együtt kivált e lap szerkesztőségéből, felszólította Rákosit, hogy vele együtt alapítsa meg a Budapesti Hírlapot (1881. június 15.). Ezen politikai napilapnak Rákosi és Csukássi József voltak szerkesztő-tulajdonosai (utóbbinak 1891. május 27-én történt halála után Csajthay Ferenc lett a lap felelős szerkesztője; főszerkesztője és kiadótulajdonosa pedig Rákosi Jenő). Csakhamar a közönség egyik legolvasottabb lapjává lett; politikai pártállást nem foglalt a lap, főképp a nemzeti eszmét szolgálta. Rákosi leginkább vezércikkeket írt a lapba és irányát szabta meg; de mindjárt egy regényt is írt bele; A legnagyobb bolond címmel. Rákosi a Budapesti Hírlapnak negyven éven át volt főszerkesztője és állandó cikkírója. Célja volt, mint írja: „Mindennek pártolása és támogatása, ami a magyarság ügyét szolgálja az élet bármely mezején vagy vonatkozásában.” A lap a kiegyezés pártján állt, de szót emelt a nemzeti jogok bővítéséért.
Több alkalommal, például a véderővita idején, nevezetes politikai tényező volt a közvéleményben. Publikumával való bizalmas és benső viszonyának, közvetlen hatásának jele, hogy egy-egy közcélra gyűjtés útján nevezetes összegeket tudott előteremteni. Hirlapvállalatát az 1890-es években jelentékenyen kiterjesztette; alapította a Divatujságot, a Gyermekdivatot és a Patyolat című fehérnemű divatlapot; 1896 végén pedig az Esti Újság című krajcáros estilapot.
A Magyar Tudományos Akadémia 1892. május 5-én levelező tagjának választotta. 1896. november 10-én magyar nemességet kapott mindszenti előnévvel; 1903. január 1-jén pedig a főrendiház tagja lett.
Rákosinak hatása volt a népszínmű fejlődésére is; ő fedezte fel és foglalkoztatta a korán elhunyt Csepreghy Ferencet is, akinek összes színműveit kiadta, 1881-ben. Pályájának súlya később inkább a hírlapírásra esett és mint vezércikkíró, polemikus és általában mint szerkesztő állt inkább előtérben; nagy fontosságú szépirodalmi munkássága is. Tollát előkelő ízlés mellett a nemzeti irány fanatikus kultusza jellemezte. A magyar nyelv purifikálása terén és a helyesírás reformja érdekében nevezetes munkát végzett. Az Otthon írók és hírlapírók körének alapítója és alakulásától (1891) annak elnöke volt; a fővárosi hírlapkiadói tisztviselők segítő egyesületének szintén elnöke; másodelnöke a dunántúli közművelődési egyesületnek és az országos nemzeti szövetség tanácsának; alelnöke az Uránia Magyar Tudományos Egyesületnek; választott tagja a múzeumok és könyvtárak országos tanácsának; a kormány által kinevezett tagja az Erzsébet-emlék országos bizottságának; végül tagja volt a szerzői jogról szóló 1884. XVI. törvénycikk 31. §-a értelmében Budapesten alakított állandó szakértő bizottságnak. A hírlapírók kongresszusain 1896-tól részt vett és a hazai emlékszobrok és táblák leleplezése ünnepélyén emlékbeszédeket tartott; Szombathelyt, Fürgeden, Győrött, Sopronban, Komáromban, Budapesten, Kaposvárott, Pozsonyban, Kolozsvárt, Aradon, Zomborban, Szegeden, Debrecenben és Besztercebányán.

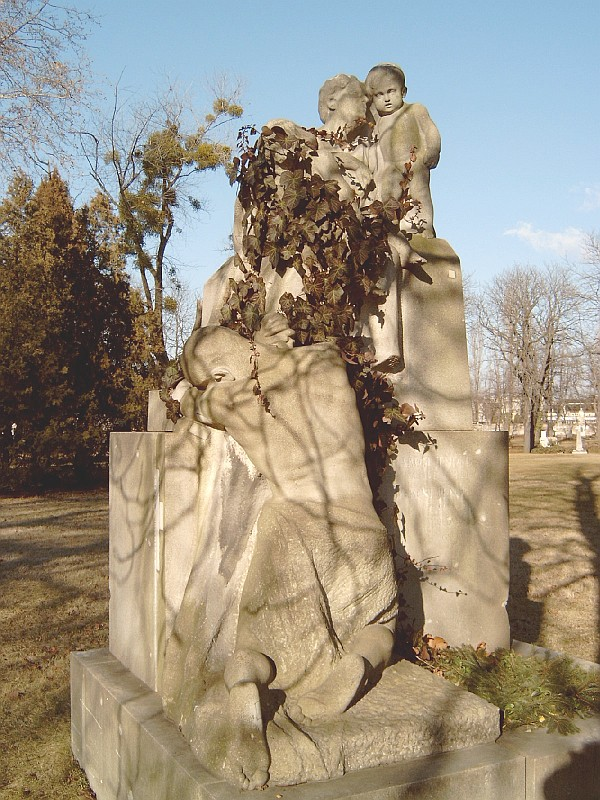
Rákosi Jenő sírja Budapesten, a Fiumei úti sírkertben (10-1-66), Horvay János alkotása

Sokrétű szervezőmunkát végzett, ezenkívül operettszövegeket fordított magyarra, történeti drámák (és pl. A tragikum című kitűnő esztétikai értekezés) mellett népszínműveket is írt, a – mai kifejezéssel – „nívós szórakoztatás” megteremtésével közönséget toborzott a magyar nyelvű színjátszásnak.
Rákosi elutasította az általános választójog bevezetésének baloldali követelését, mert az ország nyugalmát és területi épségét féltette tőle. Sokat tett azért, hogy magyarosabb legyen az újságnyelv. Nagy szerepe volt a bukovinai székelyek al-dunai letelepítésében, az ún. „csángó telepítés” szervezésében. A nyelvet és a nemzethűséget tartotta fontosnak, nem a származást.
Az ország megmagyarosodását a jog és a kultúra alkotmányos eszközeivel kívánta elérni. Álma a harmincmillió magyar által lakott magyar birodalom gondolata volt, amely nemcsak a szláv, hanem az Európára ugyancsak veszélyt jelentő német túlsúlynak is ellenerőt jelentett volna.
1907. augusztus 13-án, 89 éves korában elhunyt az édesanyja.
A 20. század elején Apponyiék koalícióját támogatta, majd gróf Tisza Istvánnal tartott: mint Tisza, ő sem akarta a háborút, de miután már Magyarország belekeveredett, a helytállásra buzdított, mert látta, hogy az ország léte forog kockán. Adyval való szembenállása is e kérdés kapcsán vált különösen élessé. Az irodalomban nem helyeselte a Nyugat politikai álláspontját, egyes szerzőinek erkölcsi szabadosságát és a nyugati irodalmi minták túlzott utánzását.
Az 1920-as években a revizionista mozgalom egyik élharcosa volt. Művei 1912-ben 12 kötetben jelentek meg.
„Népszerűsége szinte példátlan, a Kossuthéval vetekszik, írása a közérzés egyetemének kifejezője" Schöpflin Aladár
Az 1920-as években a nemzetet és a törvényességet védte mind a radikális baloldal magyarellenességével, mind az erre válaszként a jogegyenlőséget megkérdőjelező radikális jobboldallal szemben.
Létkérdésnek tartotta a gyilkos trianoni határok megváltoztatását, ezért dolgozott 87 éves korában bekövetkezett haláláig. 1926-ban írt emlékezései szerint előre látta a II. világháború közeledését, felmérte az ahhoz vezető okokat. 1928 júliusában Londonban, majd szeptemberben Velencében tárgyalt Lord Rothermere-rel, az utóbbi alkalommal Mussolini jelenlétében.
1929. február 8-án délelőtt 3/4 12 órakor a halotti szentségek felvétele után elhunyt. 10-én vasárnap délután a Kerepesi temetőben helyezték örök nyugalomra.
Halála után nem sokkal, február 17-én Lord Rothermere felajánlotta, hogy saját költségén állíttat emlékművet neki. A szobrot 1930. november 30-án avatták fel. A Rothermere-féle Daily Mail főszerkesztője, Ward Price Rákosi Jenő munkássága előtt tisztelegve írta ezt: „Mióta az emberiség történelmét feljegyezték, nem volt igazságosabb ügy, mint a magyar nemzet ügye.”

## Munkái
- Ötödik László. Szomorújáték; Wodiáner, Pest, 1866
- Aesopus. Vígjáték; Wodianer, Pest, 1866
- Színművek; Wodianer, Pest, 1866
- Régi dal régi gyűlölségről. Színmű; Eggenberger, Pest, 1867
- Vidra Sipka: Jeremiás siralmai. Bohózat; Pfeifer, Budapest, 1875
- Titilla hadnagy. Operett; zene Puks Ferenc; Rudnyánszky Ny., Budapest, 1880
- A legnagyobb bolond. Regény; Révai, Budapest, 1882
- Tempefői. Operett; zene Erkel Elek; Rudnyánszky Ny., Budapest, 1883
- Ida. Vígjáték; Rudnyánszky Ny., Budapest, 1883
- A szerelem iskolája. Színmű; Rudnyánszky Ny., Budapest, 1883
- Magdolna. Paraszttragoedia; Rudnyánszky Ny., Budapest, 1884
- A báróné levelei. Bohóság; Rudnyánszky Ny., Budapest, 1885
- Endre és Johanna. Történeti szomorújáték; Rudnyánszky Ny., Budapest, 1885
- Budavár megvétele. Népszínmű; Rudnyánszky Ny., Budapest, 1886
- A tragikum; Révai, Budapest, 1886
- Világszép asszony Marcia. Operett; zene Serly Lajos; Budapest, Rudánszky Ny., 1887
- Éjjel az erdőn. Népszínmű. Beniczkyné Bajza Lenke "Hármas határ" c. elbeszéléséből; Rudnyánszky Ny., Budapest, 1889
- Szabados Béla: A négy király. Operett; szöveg Rákosi Jenő; Rudnyánszky Ny., Budapest, 1890
- István vezér. Királynék harca; Rudnyánszky Ny., Budapest, 1891
- A kis Kelemen története; Singer-Wolfner, Budapest, 1895
- Az ezredév ünnepe. Látomány egy felvonásban; Budapesti Hírlap Ny., Budapest, 1896
- A bolond. Mese; zene Szabados Béla, szöveg Malonyai Dezső elbeszéléséből Rákosi Jenő; Budapesti Hírlap, Budapest, 1898
- A krakói barátok. Színmű; Budapesti Hírlap, Budapest, 1902
- Tágma királyné. Tragédia az ősidőkből; Budapesti Hírlap, Budapest, 1902
- Ötödik László. Tragédia; Budapesti Hírlap, Budapest, 1902
- Endre és Johanna. Történeti szomorújáték; Budapesti Hírlap, Budapest, 1902
- A szent korona varázsa. Színmű három felvonásban; Budapesti Hírlap, Budapest, 1902
- Színre színt. Színmű; Budapesti Hírlap, Budapest, 1902
- A báróné levelei. Bohóság; Budapesti Hírlap, Budapest, 1903
- Magdolna. Paraszttragédia; Budapesti Hírlap, Budapest, 1903
- A négy király. Dalosjáték; zene Szabados Béla; Budapesti Hírlap, Budapest, 1903
- A szerelem iskolája. Színmű; Budapesti Hírlap, Budapest, 1903
- Szélháziak. Énekes és táncos bohóság; Budapesti Hírlap, Budapest, 1903
- Világszép asszony Marcia. Dalosjáték; zene Serly Lajos; Budapesti Hírlap, Budapest, 1903
- Éjjel az erdőn. Parasztvígjáték; Budapesti Hírlap Ny., Budapest, 1903
- A legnagyobb bolond. Regény; bev. Mikszáth Kálmán; Franklin, Budapest, 1906 (Magyar regényírók képes kiadása)
- A magyarságért; Élet, Budapest, 1914 (Az "Élet" könyvei)
- A háború és az esztétika; Pallas, Budapest, 1915 (Hadi beszédek)
- Tiszavirág. Cikkek, levelek, beszédek. 1916–1919, 1-2.; Budapesti Hírlap, Budapest, 1920
- A zsidókérdésről. Mi az igazság?; Fővárosi Ny., Budapest, 1920
- Kultura és kereskedelem; Cobden Szövetség, Budapest, 1922 (Cobden-könyvtár)
- Amikor még jókedvűek voltunk. Elbeszélések; Révai, Budapest, 1922
- Tárcák, cikkek, 1-3.; Franklin, Budapest, 1927
- Emlékezések, 1-3.; Franklin, Budapest, 1927
- Alakok a múlt ködében; Athenaeum, Budapest, 1929
- A szerelem iskolája; Pallas Ny., Budapest, 1937 (Krónika a Nemzeti Színház műsorkísérő füzetei)
- A tragikum (Budapest, 1926)

## Emlékezete
„A hírlapírófejedelmek közt a legteljesebb fejedelmi hatalmat Rákosi Jenő érte el. Ő igazán elmondhatta azt magáról és mindenki, aki az ő működését figyelemmel kísérte, tudta, hogy az impulzusok, melyeket ő a közönségnek adott, nagyobbak voltak, mint azok, amelyeket ő a közönségtől nyert. A közönség is visszaadta neki impulzusként azt, amit tőle vett át és a magyar hírlapirodalom történetében mint újságíró, ő volt a legteljesebb fejedelmialak.”

– Apponyi Albert 

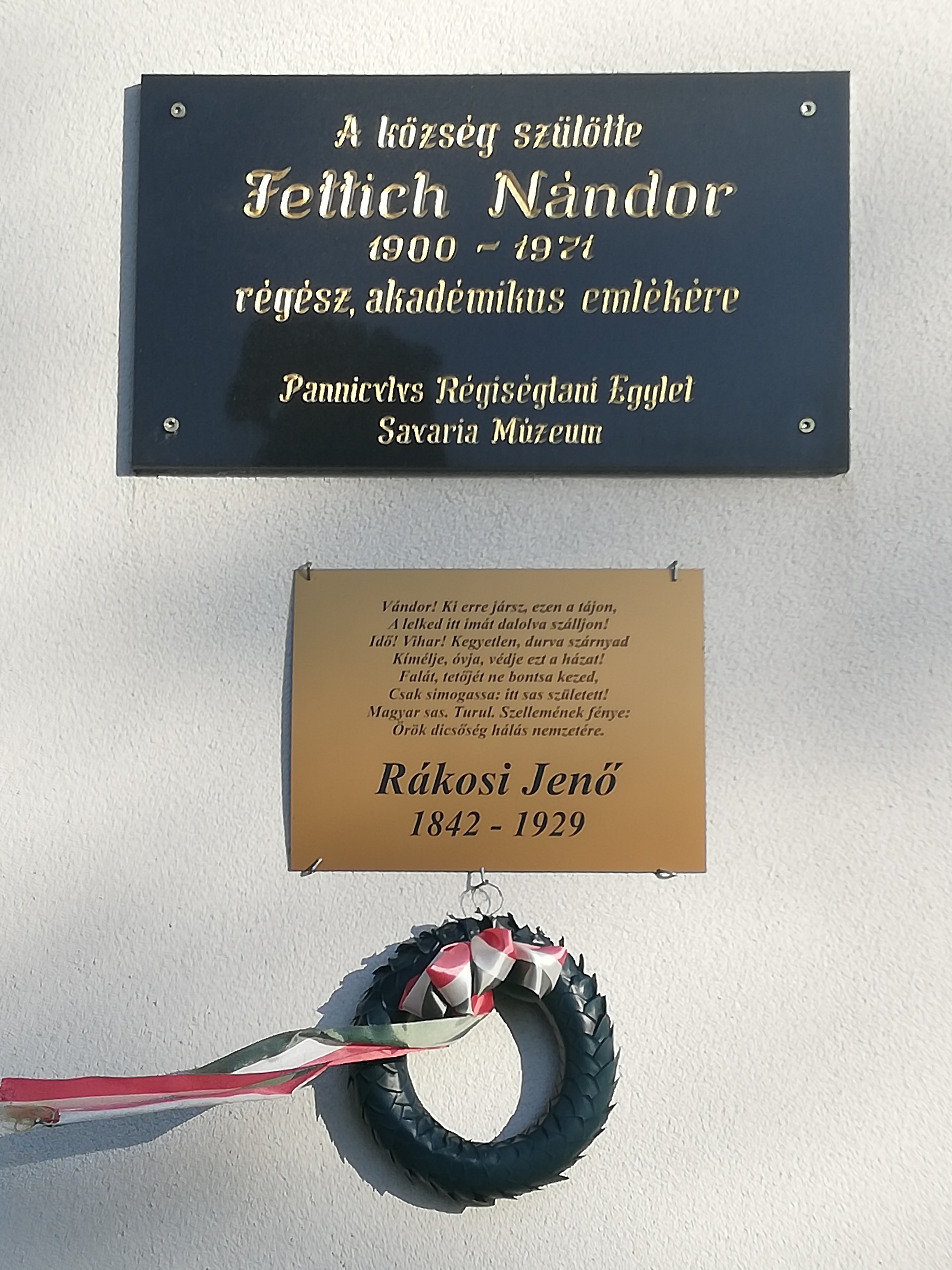
Fettich Nándor és Rákosi Jenő emléktáblái szülőfalujuk, Acsád faluházának falán

Halála után csak Budapesten két teret és öt utcát neveztek el róla. Lord Rothermere felajánlásából bronzszobrot állítottak neki az Erzsébet körút és a Dohány utca sarkán lévő téren (Kisfaludi Strobl Zsigmond műve). Acsádi szülőháza szinte zarándokhely lett. 1945 után azonban megbélyegezték, feledésre ítélték, budapesti szobrát 1948-ban eltávolították, beolvasztották, ma helyén egy faun-szobor áll. A magyarországi rendszerváltozás sem szolgáltatott igazságot neki, annak ellenére, hogy számos jelentős közéleti és szellemi csoportosulás tarthatná számon az elődjei közt. Hatalmas terjedelmű életműve azonban jórészt a kutatás számára is teljesen ismeretlen, árnyalt megítéltetése ma ezért még nem is lehetséges, így továbbélhetnek a torz egyszerűsítések.
- Schöpflin Aladár: Rákosi Jenő halálára, Nyugat, 1929. 4. szám
- Juhász Gyula: (Rákosi Jenőnek)

Szép ifjúságom, mikor, büszke tornán
Ellenfelünk volt Rákosi Jenő,
Vad verseinket rendre kaszabolván
Küzdött vitézül és keményen ő.
A harcban mind a két fél győzedelme
A magyarság dús nyeresége lett:
A csillagok közt trónol Ady Endre
S Rákosi itt áll mindnyájunk felett!
Ma is verekszem néha, ímmel, ámmal,
De méltó ellen oly ritkán akad,
Csahos ebekre mért vinnék hadat?
Inkább az éghez fordulok imámmal,
Hogy a nagy, végső diadal előtt
El ne bocsássa Rákosi Jenőt!
- Emlékét őrzi Móra Ferenc Az égig érő diófa című elbeszélése (megjelent az író Napok, holdak, elmúlt csillagok című kötetében).
- Makó város díszpolgári címmel ismerte el munkásságát.[10]